# Kościół Jadwigi Eleonory w Sztokholmie
Kościół Jadwigi Eleonory w Sztokholmie (szw. Hedvig Eleonora kyrka) – szwedzkiego kościoła ewangelicko-luterańskiego w parafii pod tym samym wezwaniem. Jest położony przy ul. Storgatan i placu Östermalmstorg.
Kościół został konsekrowany 21 sierpnia 1737 i otrzymał wezwanie na cześć Jadwigi Eleonory, małżonki króla Szwecji Karola X Gustawa.
Kościół ma status zabytku sakralnego według rozdz. 4 Kulturminneslagen (pol. Prawo o pamiątkach kultury) ponieważ został wzniesiony do końca 1939 (3 §).

## Historia
W 1672 dzielnica Ladugårdslandet (dzisiejsza Östermalm) oddzieliła się od parafii św. Jakuba (szw. S:t Jacobs församling) i utworzyła wspólną parafię z Kościołem Admiralicji (szw.Amiralitetskyrkan), kościołem szwedzkiej floty wojennej. Nadzór nad parafią sprawował jednak nadal pastor z kościoła św. Jakuba.
Parafia kościoła Admiralicji miała własny kościół już od 1615; mieścił się on na Kyrkholmen, część obecnego Blasieholmen, gdzie dziś leży Nationalmuseum.
W 1664, za rządów regenta króla Karola XI, podjęto decyzję o zbudowaniu nowej świątyni. Zadanie to zlecono architektowi miejskiemu, Jeanowi de la Vallée. Kamień węgielny pod budowę nowego kościoła położono w 1669; plany świątyni znalazły się w dziele Erika Dahlbergha Suecia Antiqua et Hodierna. Budowę jednak musiano wkrótce przerwać z powodu braku środków finansowych. Udało się jednak wznieść prowizoryczny, drewniany kościołek w okolicach skrzyżowania ulic Storgatan i Artillerigatan. Tam też rozpoczęto w 1725 roku budowę nowego, murowanego kościoła, tym razem według projektu architekta Görana Josuæ Adelcrantza. Po dwunastu latach, 21 sierpnia 1737 konsekrowano gotowy kościół.

## Architektura

### Zewnętrzna bryła kościoła

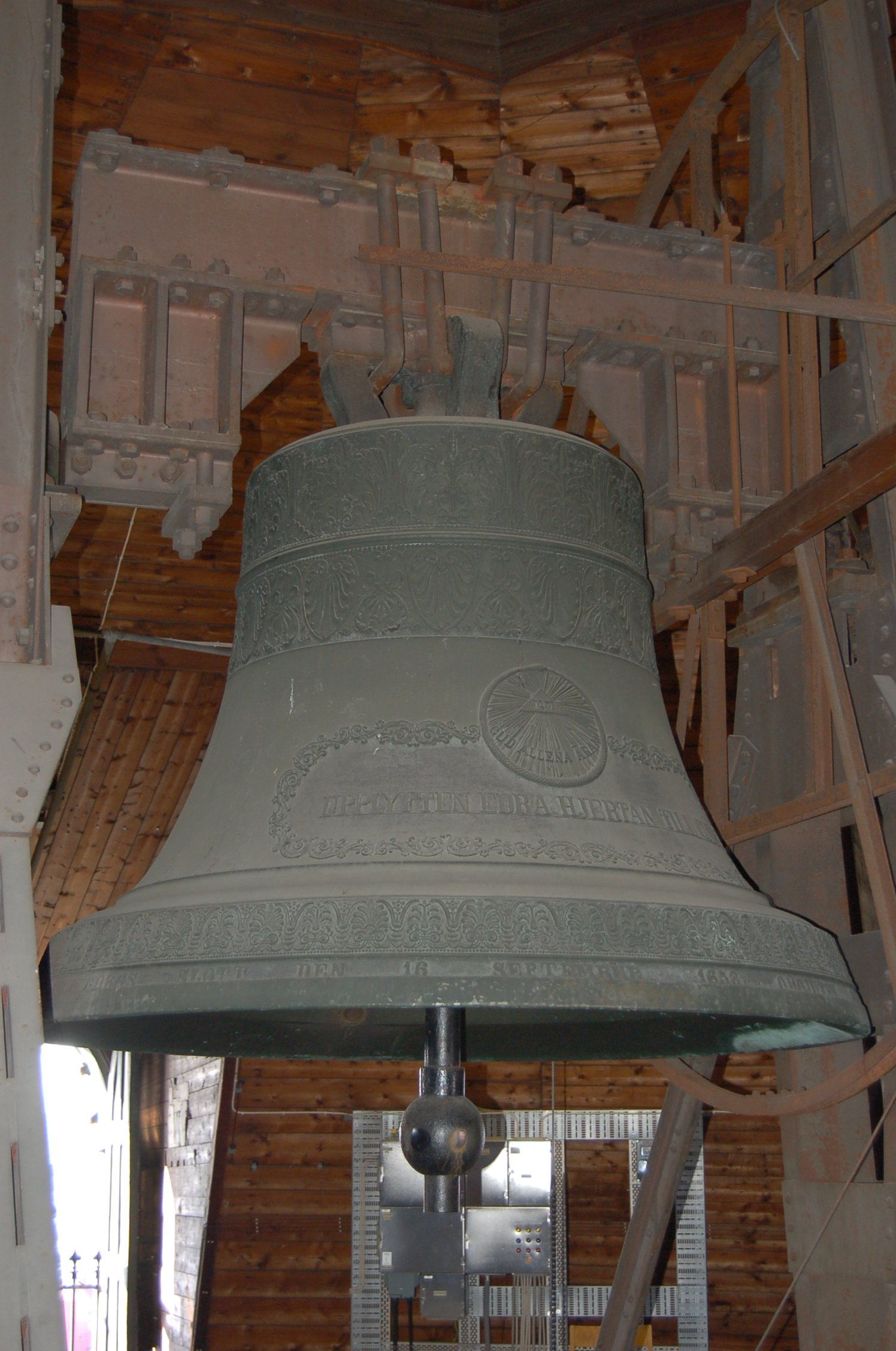
Storklockan (Duży dzwon)

Dzisiejszy budynek kościoła Jadwigi Eleonory odzwierciedla dwa odrębne etapy jego powstawania. Budynek kościoła jest wzniesiony ma planie rotundy, typowym dla kościołów skandynawskich. Kopuła natomiast różni się zasadniczo od części dolnej, tak co do stylu, jak i rozmiarów. Powstała ona później, w latach 1866–1868, według projektu architekta Fredrika Wilhelma Scholandera (1816–1881) przy okazji prac remontowych prowadzonych przez nadwornego architekta Bror Carla Malmberga (1818–1877). Kopuła wznosi się na wysokość 70 m.

#### Dzwony kościelne
Kościół Jadwigi Eleonory ma trzy dzwony; największy z nich, Storklockan, odlany w Helsingør, w 1639 dla zamku Kronborg, został zabrany w 1658 jako zdobycz wojenna przez feldmarszałka Carla Gustafa Wrangla. Ważąc 4 tony należy do najcięższych dzwonów kościelnych w Szwecji.

### Wystrój wewnętrzny

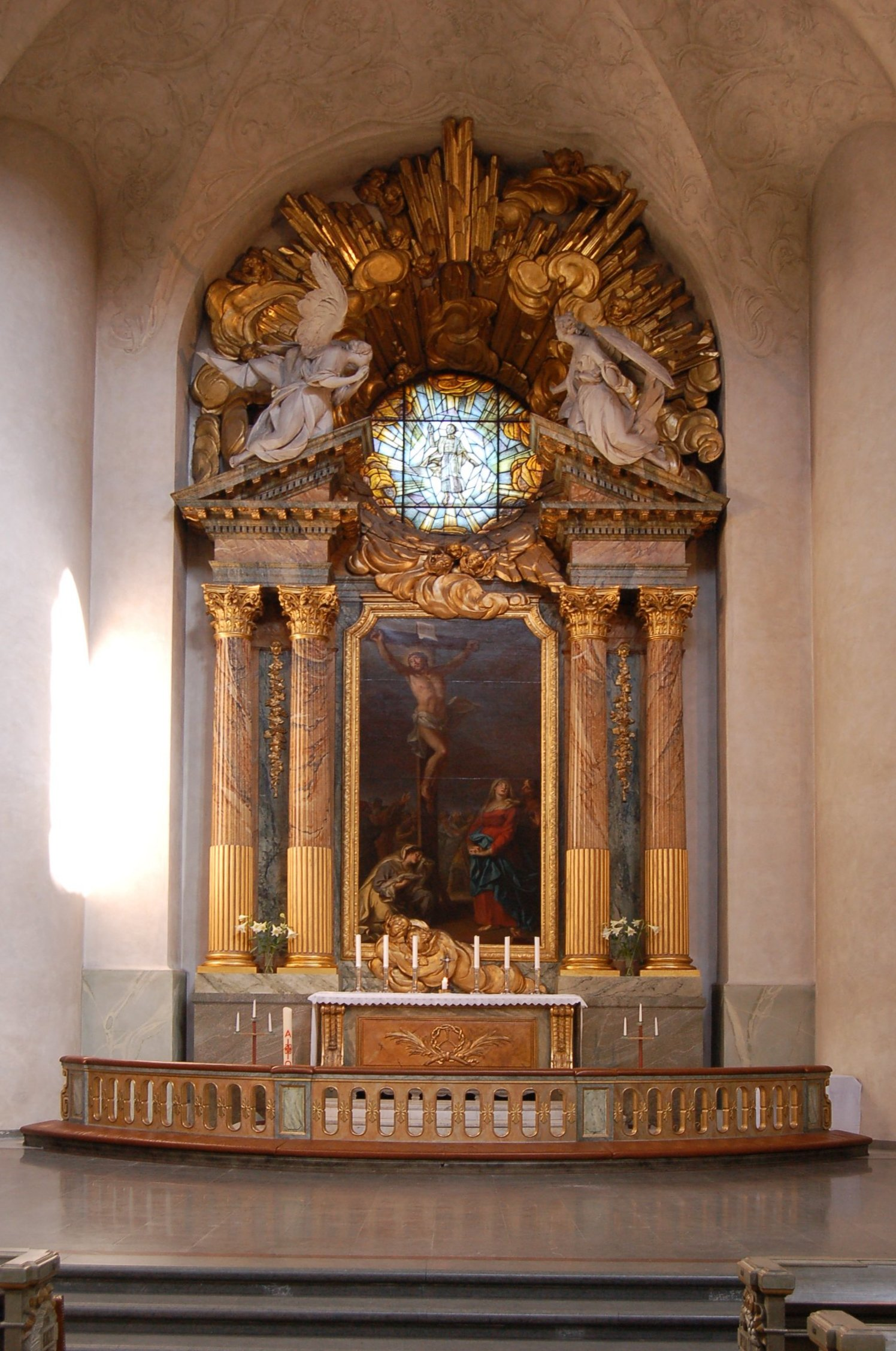
Ołtarz

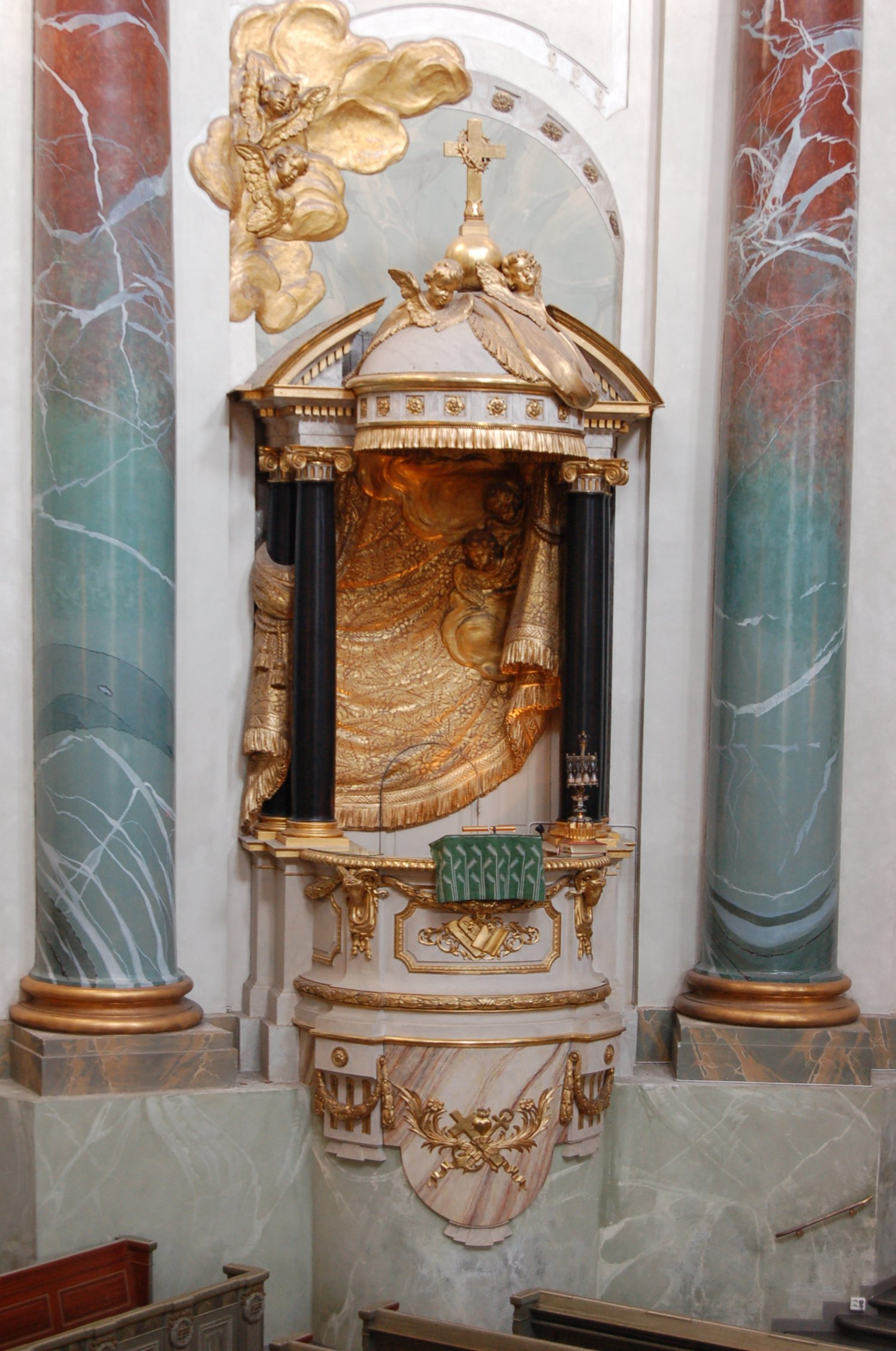
Ambona

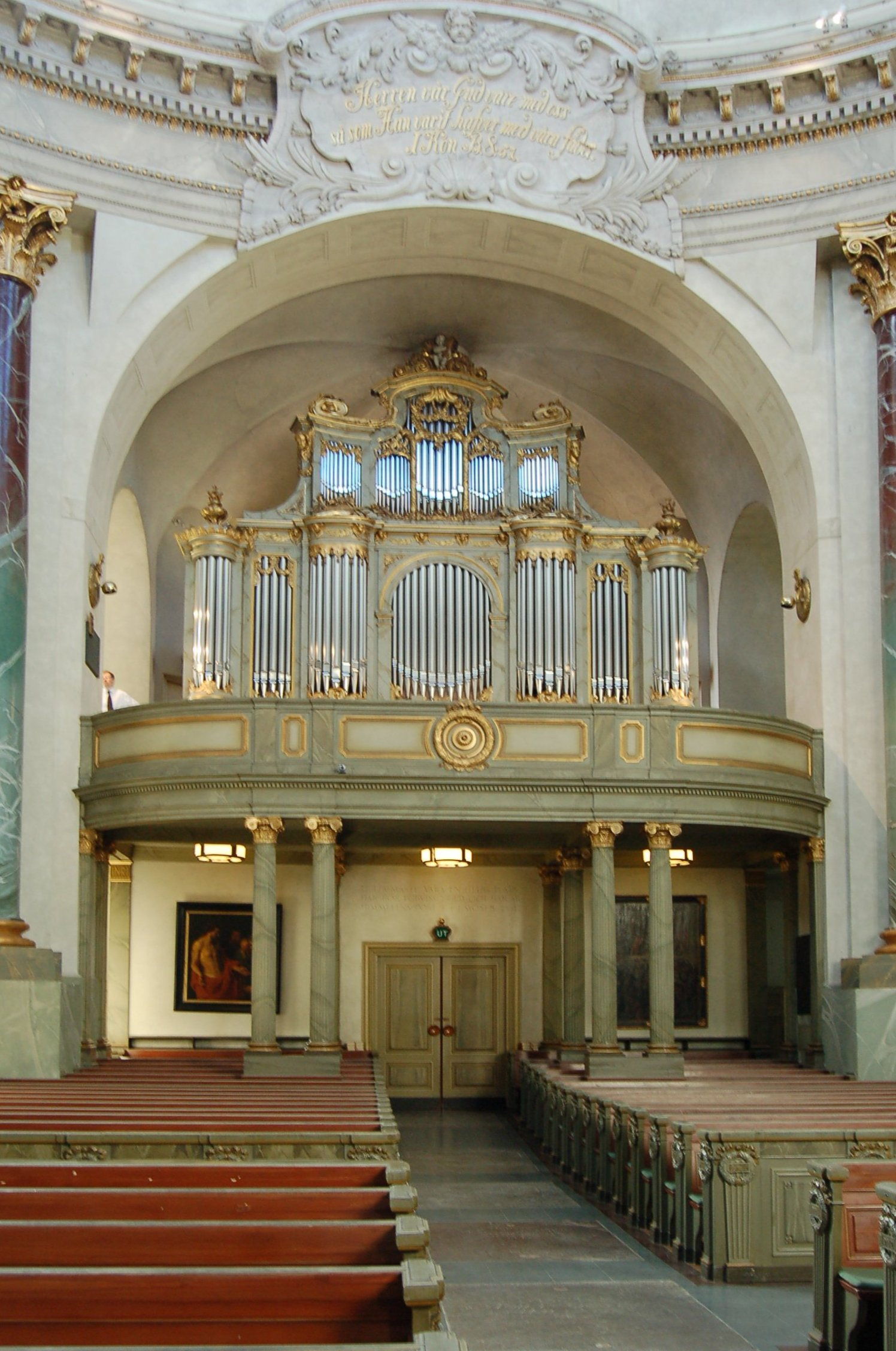
Organy Åkermana z fasadą Carla Fredrika Adelcrantza

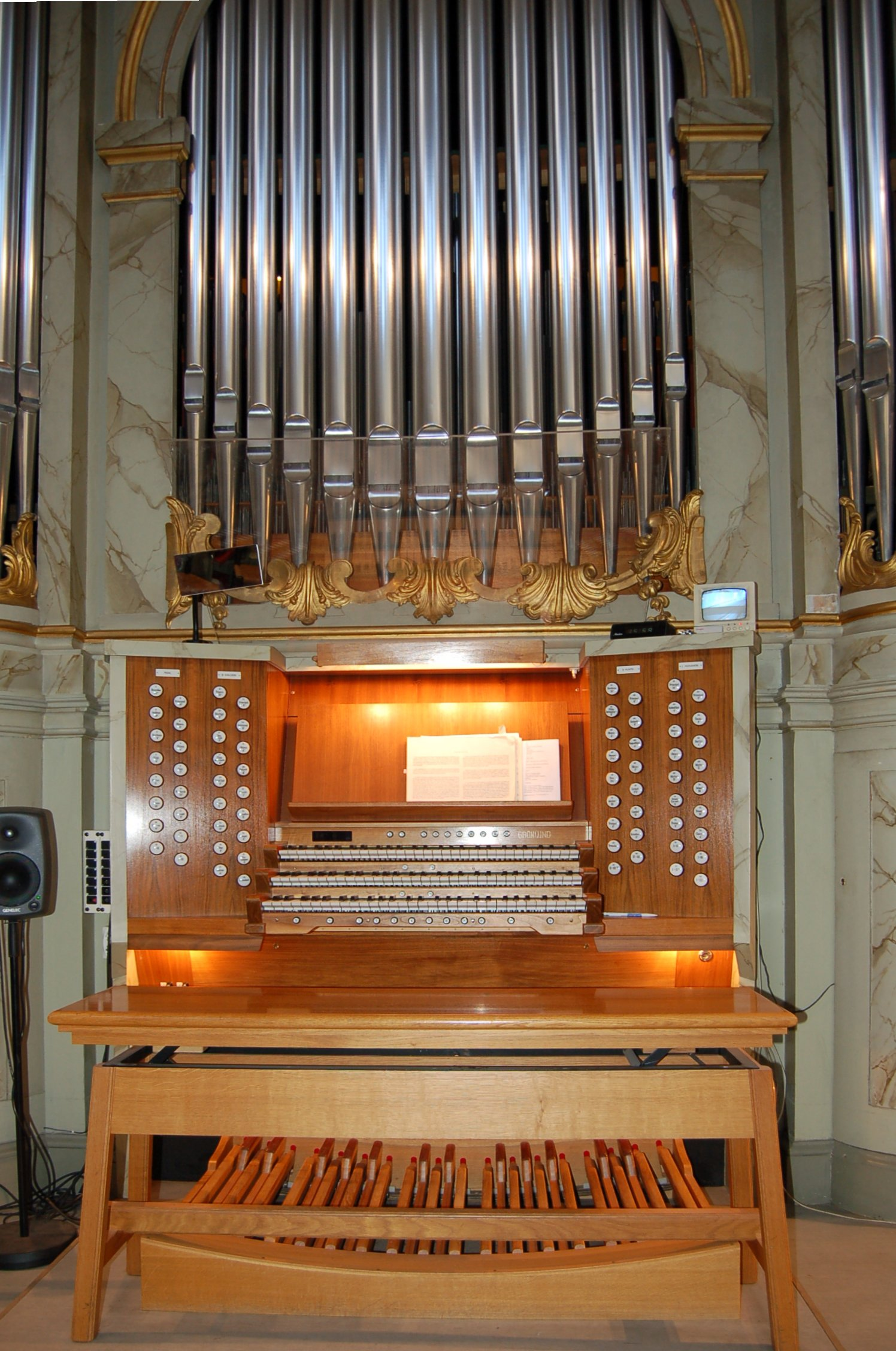
Organy Grönlunda

W kościele Jadwigi Eleonory znajduje się wiele cennych dzieł.

#### Ołtarz
Złoty ołtarz, „Det gyldene altaret”, dar posiadacza ziemskiego Johana Clasona (1667–1747) został wykonany z drewna przez nadwornego mistrza Georga Frömana, i poświęcony w dzień Wszystkich Świętych 1747. Malowidło ołtarzowe, Jezus na Krzyżu (1738) wykonał Georg Engelhard Schröder (1684–1750).

#### Ambona
Klasycystyczną ambonę, którą odsłonięto w dzień Bożego Narodzenia 1784 roku, zaprojektował nadworny intendent Jean Eric Rehn (1717–1793).

#### Kaplica chrzcielna
w 1944 podczas renowacji kościoła wybudowano kaplicę chrzcielną. Stoi w niej obecnie chrzcielnica z 1678, wykonana z czerwonego, ölandzkiego wapienia. Znajduje się na niej napis „Erich Pehrson Psilander Brita Andersdotter Dühre Anno 1678”.
Znajdujący się w kaplicy ołtarz jest darem zamkowego architekta Knuta Nordenskiölda i mistrza budowlanego Edvina Rundlöfa. Witraż w oknie znajdującym się nad ołtarzem wykonał artysta Gunnar Torhamn (1894–1965).
Okno w tzw. chórze Andrzeja, przedstawiające św. Andrzeja razem z herbem parafii wykonał artysta Bengt Olof Kälde (1936).
Wśród cennych sprzętów liturgicznych znajdują się: barokowy kielich, wykonany w Augsburgu w 1650 i cyborium z 1685.

#### Organy
Organy Olofa Hedlunda:
- 1734 (lub 1736) – parafia nabyła małe organy od kościoła św. Marii Magdaleny w Sztokholmie.
- 1736-1737 – Budowniczy organów Olof Hedlund (ok. 1707–1749) ze Sztokholmu, zamontował organy w kościele Jadwigi Eleonory. Zbudował również wolno stojącą, ośmiogłosową klawiaturę pedałową po obu stronach istniejącego manuału.
- 1759 lub 1760 – Manuał został sprzedany do Medåkers kyrka w Västmanland. Klawiatura pedałowa pozostała na swoim miejscu.

Organy firmy Jonas Grens & Petter Stråhle:
- 1762 – Firma Jonas Gren & Petter Stråhle zbudowała pierwsze duże organy poprzez dodanie do dotychczasowego pedału nowego manuału oraz zestawu piszczałek. Fasadę zaprojektował architekt Carl Fredrik Adelcrantz. Dyspozycja organów została wzięta z dzieła Historisk afhandling om musik och instrumenter, Abrahamssona Hülphera z 1773.

Organy Pera Larssona Åkermana:
- 1868 – za fasadą Adelcrantza Per Larsson Åkerman ze Sztokholmu zbudował nowe 24-głosowe organy. Został jednak usunięty wolno stojący pedał a rury w fasadzie zostały zastąpione atrapami.
- 1908 – Miała miejsce przebudowa i rozbudowa dotychczasowych organów przez firmę Åkerman & Lund Orgelbyggeri AB. Organy otrzymały m.in. nowe wiatrownice i trakturę mechaniczną. Liczba głosów wzrosła do 37; podzielono je trzy manuały i pedał. Zachowano przy tym wszystkie głosy z poprzednich organów.
- 1948 – przebudowa organów przez firmę A. Magnusson, z Göteborga. Zachowano większość ze starych organów z 1908, ale wymieniono trakturę na elektryczną, zamontowano nowy system zasilania oraz zbudowano nowy, wolno stojący stół gry; liczba głosów wzrosła do 69.

Organy Grönlunda:
- 1969 – podpisano umowę z firmą Grönlunds orgelbyggeri z Gammelstad na budowę nowych organów.
- W poł. lat 70. XX wieku zbudowano nowe organy, pozostawiając jednak stary prospekt Adelcrantza. W latach późniejszych miały miejsce rozmaite modyfikacje organów.
- 1995 – zainstalowano oprogramowanie komputerowe do sterowania organami, dające łącznie 6400 dowolnych kombinacji. Wspomnieniem dawnych czasów pozostał tylko prospekt Carla Fredrika Adelcrantza z 1762 roku, choć i on doczekał się kilku modernizacji.

## Legendy związane z kościołem
Podobnie jak wiele innych sztokholmskich kościołów, również i kościół Jadwigi Eleonory ma swoje własne podania o zjawach i Białych Damach krążących zarówno po kościele, jak i pobliskim cmentarzu.